# Peter Hüttenberger
Peter Hüttenberger (* 15. Juli 1938 in Neustadt an der Weinstraße; † 12. März 1992 in Mönchengladbach) war ein deutscher Historiker.

## Leben
Hüttenberger studierte von 1960 bis 1966 in Tübingen, Bordeaux und Bonn Geschichte, Volkswirtschaft, Politikwissenschaften und Orientalistik. 1966 wurde er mit der Arbeit Die Gauleiter. Studie zum Wandel des Machtgefüges in der NSDAP bei Karl Dietrich Bracher in Bonn zum Dr. phil. promoviert. Von 1967 bis 1971 war er als wissenschaftlicher Mitarbeiter am Hauptstaatsarchiv Düsseldorf tätig, wo er durch Zeitzeugenbefragungen (v. a. führende Politiker und Beamte) und die Einwerbung von Nachlässen Quellen zum Wiederaufbau von Politik und Verwaltung und zur frühen Geschichte des Landes Nordrhein-Westfalen zusammentrug. Diese dienten später mit als Grundlage für seine Habilitationsschrift Nordrhein-Westfalen und die Entstehung seiner parlamentarischen Demokratie (1973 in Bonn bei Karl Dietrich Bracher). Von 1974 bis 1975 leitete er am Institut für Zeitgeschichte in München das Projekt Widerstand und Verfolgung in Bayern in der NS-Zeit.
1975 wurde Hüttenberger Professor für Zeitgeschichte an der Universität Bielefeld; im folgenden Jahr übernahm er den neu eingerichteten Lehrstuhl für Neueste Geschichte unter besonderer Berücksichtigung der Geschichte des Landes Nordrhein-Westfalen an der Universität Düsseldorf. Dort amtierte er zudem von 1979 bis 1980 als Dekan der Philosophischen Fakultät und von 1980 bis 1983 als Rektor.
Schwerpunkte seiner Forschung waren neben der Landesgeschichte Nordrhein-Westfalens die Geschichte des Nationalsozialismus, die Geschichte der Bundesrepublik und der europäischen Einigung sowie kultur- und sozialgeschichtliche Fragen und Geschichtstheorie. Peter Hüttenberger ist Begründer der seit 1980 bestehenden landes- und stadtgeschichtlichen Schriftenreihe Düsseldorfer Schriften zur neueren Landesgeschichte und zur Geschichte Nordrhein-Westfalens.
Im April 1989 wurde Hüttenberger zum ordentlichen Mitglied der Historischen Kommission für Westfalen gewählt. Er war Mitglied der Vereinigung für Verfassungsgeschichte.

## Schriften
- Die Gauleiter. Studie zum Wandel des Machtgefüges in der NSDAP (= Schriftenreihe der Vierteljahrshefte für Zeitgeschichte. 19, ISSN 0506-9408). Deutsche Verlags-Anstalt, Stuttgart 1969.
- Nordrhein-Westfalen und die Entstehung seiner parlamentarischen Demokratie (= Veröffentlichungen der staatlichen Archive des Landes Nordrhein-Westfalen. Reihe C: Quellen und Forschungen. 1). Respublica, Siegburg 1973, ISBN 3-87710-061-9 (Zugleich: Bonn, Universität, Habilitations-Schrift, 1972).
- Bibliographie zum Nationalsozialismus (= Arbeitsbücher zur modernen Geschichte. 8). Vandenhoeck & Ruprecht, Göttingen 1980, ISBN 3-525-35484-3.
- mit Hein Hoebink (Hrsg.): Geschichte der europäischen Einigungsbewegung und der Europäischen Gemeinschaften. Arbeitsmaterial Sekundarstufe II. Bayerischer Schulbuch-Verlag, München 1981, ISBN 3-7627-6114-0.
- mit Hansgeorg Molitor (Hrsg.): Franzosen und Deutsche am Rhein. 1789–1918–1945 (= Düsseldorfer Schriften zur neueren Landesgeschichte und zur Geschichte Nordrhein-Westfalens. 23). Klartext, Essen 1989, ISBN 3-88474-133-0.
- Die Industrie- und Verwaltungsstadt (20. Jahrhundert) (= Hugo Weidenhaupt (Hrsg.): Düsseldorf. Geschichte von den Ursprüngen bis ins 20. Jahrhundert. 3). Schwann im Patmos-Verlag, Düsseldorf 1989, ISBN 3-491-34223-6.